# Мыртыю
Мыртыю (устар. Мырты-Ю) — река в России, протекает по Сыктывдинскому району Республики Коми. Устье реки находится в 23 км по правому берегу реки Сысола. Длина реки составляет 31 км. Имеет несколько притоков, в том числе левобережный Кынъшор.

## Данные водного реестра
По данным государственного водного реестра России относится к Двинско-Печорскому бассейновому округу, водохозяйственный участок реки — Вычегда от истока до города Сыктывкар, речной подбассейн реки — Вычегда. Речной бассейн реки — Северная Двина.
Код объекта в государственном водном реестре — 03020200112103000020115.

### Притоки (км от устья)
- 10 км: река Кынъшор (лв)